# Deraeocoris tsugae
Deraeocoris tsugae är en insektsart som beskrevs av Bliven 1956. Deraeocoris tsugae ingår i släktet Deraeocoris och familjen ängsskinnbaggar. Inga underarter finns listade i Catalogue of Life.